# Qingtongxia
Qingtongxia (青铜峡市S, QīngtóngxiáP) è una città-contea della Cina, situata nella regione autonoma di Ningxia e amministrata dalla prefettura di Wuzhong.